# Burj Khalifa
Il Burj Khalifa (conosciuto come Burj Dubai prima della sua inaugurazione) è il grattacielo più alto del mondo, costruito e realizzato in cinque anni.
Con i suoi 829,81 metri il Burj Khalifa è il grattacielo più alto del mondo, la più alta struttura realizzata dall'uomo e detiene numerosi altri primati. Insieme alla torre Burj al-Arab, è la più importante meta turistica di Dubai e uno dei suoi simboli.

## Storia

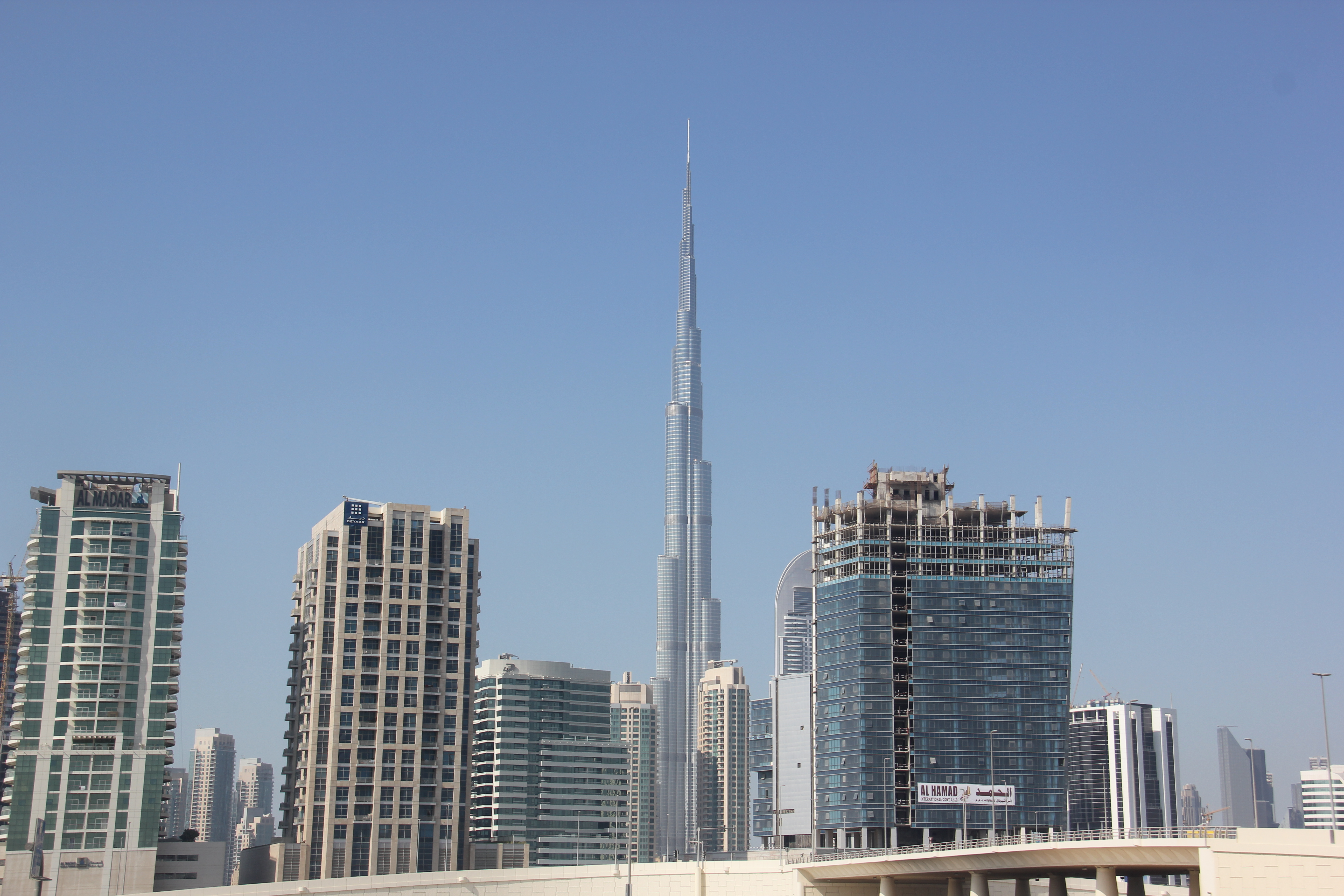
Il Burj Khalifa fotografato nello skyline di Dubai nel 2015

L'edificio è frutto dell'ambizione di Maktūm bin Rāshid Āl Maktūm, emiro di Dubai e Primo ministro degli Emirati Arabi Uniti, che è stato il maggiore promotore del rilancio economico di Dubai, investendo per primo nel mercato immobiliare e nel turismo esclusivo in alternativa all'industria del petrolio. Il progetto fu commissionato nel 2002 allo studio architettonico Skidmore, Owings and Merrill di Chicago dalla Emaar Properties, di cui l'emiro Mohammed bin Rashid Āl Maktūm è principale azionista, con la richiesta di realizzare un simbolo per il distretto finanziario di Dubai, ovvero una vasta area ora chiamata Downtown Burj Khalifa.
Per realizzare l'opera venne costituita una joint venture tra la sudcoreana Samsung C&T, già artefice del Taipei 101 e delle Torri Petronas, il gruppo belga Besix e l'Arabtec, con sede a Dubai; la Turner Construction Company invece fu scelta come responsabile per la supervisione per la realizzazione di ogni fase della costruzione. 
Con l'obiettivo di ridurre i tempi di costruzione, i lavori ebbero inizio prima del completamento del progetto e il cantiere venne aperto il 21 settembre 2004.
Nel febbraio del 2007 il Burj Dubai superò l'altezza della Willis Tower, diventando così l'edificio con il maggior numero di piani al mondo, seppur non ancora ultimato. Il 5 febbraio dell'anno successivo la torre raggiunse la quota di 508,90 metri, superando quello che era allora il grattacielo più alto al mondo, il Taipei 101. Gli altissimi costi e la crisi economica che investì Dubai nel 2008 ritardarono i lavori di circa due anni. L'intervento economico dell'emiro di Abu Dhabi Khalifa bin Zayed Al Nahyan, presidente degli Emirati Arabi Uniti, fu risolutivo e il Burj Dubai poté essere ultimato cambiando nome in Burj Khalifa.
Il 17 gennaio 2009 la struttura in cemento armato della torre venne completata e il 22 luglio successivo venne installata la guglia sommitale che fece raggiungere all'edificio l'altezza finale di 830 metri, il grattacielo più alto al mondo, superando l'antenna radio di Varsavia e l'antenna della KVLY-TV di Blanchard in Nord Dakota. Il Burj Khalifa è stato completato il 1º ottobre 2009 e aperto al pubblico il 4 gennaio 2010 con una sontuosa cerimonia di inaugurazione durante la quale è stata ufficialmente dichiarata la sua altezza comprensiva di guglia, pari a 829,80 metri. La costruzione ha richiesto l'impiego di 12 000 operai. Nel corso delle fasi costruttive hanno perso la vita decine di lavoratori, ma non sono mai state fornite cifre ufficiali.

## Sviluppo e contesto
La proposta originale, secondo quanto richiesto dal committente, sarebbe stata molto simile alla Grollo Tower di Melbourne, tuttavia Adrian Smith ha riferito che la sommità tronca dell'edificio culminava in modo poco elegante e che ricevette perciò l'autorizzazione a procedere alla progettazione di una soluzione più elevata ed esteticamente più appagante, senza aggiungere ulteriori piani alla struttura, ma lasciandosi dichiaratamente ispirare dal vecchio progetto del 1956 di Frank Lloyd Wright della Illinois Tower, l'avveniristico grattacielo alto un miglio, che però non venne mai realizzato.
Come per tutti gli edifici di questo genere, la progettazione delle fondazioni ha richiesto un'attenta e approfondita analisi geologica del terreno che ha rilevato condizioni del suolo molto favorevoli per trivellazioni così profonde in un terreno di arenaria relativamente soffice, ma con alta stabilità delle pareti di scavo. Le fondazioni sono costituite da 192 pali del diametro fino a 1.500 millimetri che penetrano il terreno fino a 50 metri di profondità per un totale di 45 000 metri cubi di calcestruzzo. La platea di fondazione è di 3,7 metri di spessore e realizzata con tre distinte gettate di calcestruzzo armato ad alta densità e bassa permeabilità con protezione catodica.
I primati dell'edificio si sono registrati anche durante il cantiere per la sua costruzione, poiché per arrivare a gettare il calcestruzzo fino agli ultimi piani della struttura nel novembre 2007 è stato raggiunto il primato del più alto getto da terra a un’altezza di 601 metri, superando di gran lunga il precedente primato stabilito per un getto di calcestruzzo effettuato a 470 metri per il completamento del Taipei 101 e anche quello del più lungo pompaggio verticale stabilito nel 1994 per la realizzazione dell’impianto idroelettrico di Riva del Garda; onde evitare una precoce solidificazione del calcestruzzo è stata impiegata una speciale miscela sviluppata dalla BASF, ottenuta aggiungendo l’additivo Glenium Sky 504 che conferisce al cemento una lavorabilità di circa tre ore prima del suo indurimento.

## Costruzione

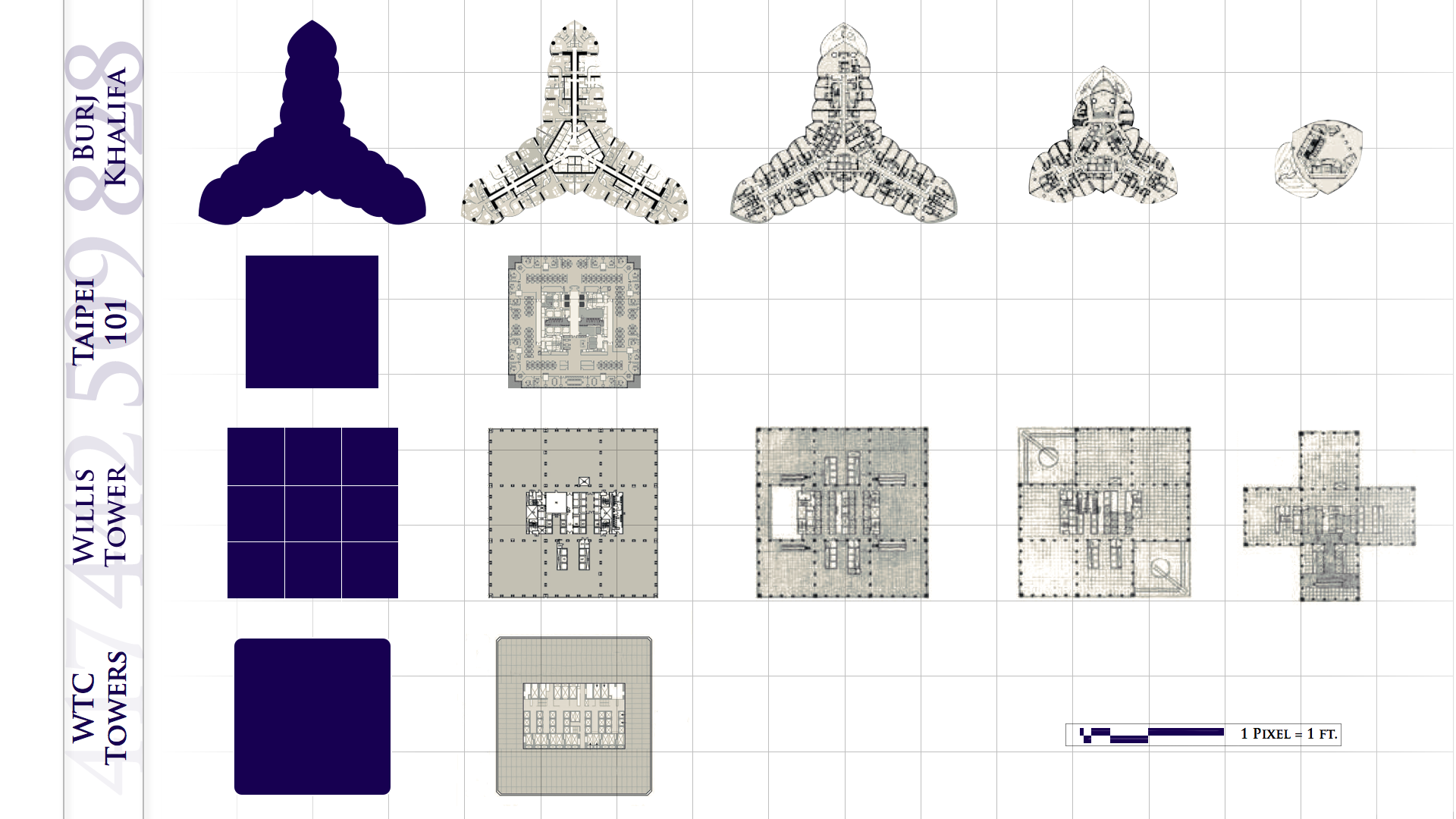
Confronti tra sezioni trasversali di varie torri, dal livello del suolo alla cima: Burj Khalifa, Taipei 101, Willis Tower e il World Trade Center originale

### Esterno
L'edificio è caratterizzato dalla sua pianta a "Y", ispirata alla forma del fiore di hymenocallis, ovvero di un genere di piante diffuso anche a Dubai, dove è particolarmente popolare.
Tuttavia il basamento dell'edificio è molto più ampio e costituisce una struttura soprannominata podium, che consente l’accesso alla torre da tre lati differenti e su tre diversi livelli. Gli ingressi sono completamente vetrati e realizzati con una tensostruttura a cavi sospesi, che provvede a separare i vari piani: dal livello B1 si accede alle Corporate Suites, una struttura costituita da 37 piani di uffici; dal livello G alle 900 unità immobiliari private e dal livello L1 all’Armani Hotel Dubai con 160 stanze e le 144 unità immobiliari dell’Armani Residence Dubai.
La torre si innalza dunque al di sopra di tale struttura e i tre elementi che caratterizzano la sua planimetria hanno un nucleo centrale che conferisce un'alta resilienza torsionale all'intera struttura. Pareti, corridoi e trombe degli ascensori sono tutti in calcestruzzo armato e, con le loro intersezioni, costituiscono una massiccia ossatura portante progettata per sopportare sia i carichi di gravità sia quelli laterali.
Esternamente, le differenti altezze delle tre ali della torre non hanno soltanto una funzione estetica mirata a movimentare il profilo affusolato dell'edificio, ma offrono il vantaggio di dare una differente ampiezza interna ai diversi piani e hanno anche la capacità di contrastare il flusso uniforme del vento e il suo carico laterale contro l'edificio, che, a seconda dell'altezza, può arrivare a soffiare fino a una velocità di oltre 150 chilometri orari; l'alternanza irregolare dei moduli sporgenti, infatti, diminuisce l'attrito del vento, che non trova un ostacolo alla stessa altezza, bensì ad altezze sempre diverse lungo tutta la superficie della torre, che va rastremandosi verso l'alto.
In cima a ciascun modulo il solaio di copertura ospita una terrazza protetta da alte vetrate, per un totale di ben 27 affacci panoramici, una caratteristica espressamente richiesta dal committente.
Le facciate esterne sono tutte completamente rivestite da circa 26 000 speciali pannelli di vetro temperato altamente riflettente in grado di respingere buona parte del calore delle roventi stagioni estive di Dubai e dotati di una cornice di alluminio utile a diminuirne il peso rispetto all'acciaio. La loro installazione ha richiesto un periodo di montaggio che si è prolungato dal maggio 2007 al settembre 2009 al ritmo iniziale di circa 25 pannelli al giorno, per terminare con un massimo di 175 pannelli ai livelli che superano i 500 metri di altezza; anche qui è stato battuto un altro primato: la più alta installazione di pannelli esterni in vetro.
A completamento dell'edificio è stato previsto anche un sistema per provvedere alla pulizia esterna e alla manutenzione delle superfici vetrate con l'installazione di 18 equipaggiamenti meccanizzati tra fissi e telescopici con carrelli, ponti e passerelle che sono stivati all’interno di nicchie non visibili dall’esterno quando non sono in servizio. Quando sono in esercizio la loro estensione copre una lunghezza di 36 metri estendibile a un massimo di 45 metri e sono previsti circa quattro mesi per completare il lavaggio esterno di tutte le facciate.
La sommità dell'edificio è, di fatto, un'estensione in acciaio costituita da una guglia metallica da 4 000 tonnellate che sormonta la torre ed emerge con un’altezza di 140 metri, portando l'edificio a un'altezza complessiva di 829,80 metri, per soli 1,5 metri di larghezza. Essa, per via del suo peso e della considerevole altezza della sua installazione, è stata completamente assemblata all’interno dell’edificio ai piani sottostanti e successivamente innalzata per più di 200 metri mediante un articolato sistema di sollevamento a pompe idrauliche.
All'interno di questa guglia metallica trovano collocazione gli appositi fari stroboscopici per la sicurezza aerea, proiettori per l'lluminazione decorativa notturna e svariate antenne per telecomunicazioni radio-televisive e telefoniche, poiché i quattro piani sottostanti sono stati riservati a diverse emittenti radiotelevisive locali.
L'intera struttura è circondata da un parco di circa 11 ettari con giardini ricchi di varietà di piante e alberi, ponti e fontane ornamentali alimentate automaticamente da un sistema idrico che sfrutta i circa 3,3 milioni di litri d'acqua che ogni anno derivano dal condizionamento dell'intera struttura, che ha un fabbisogno medio giornaliero di oltre 9 000 litri. Nel parco, inoltre, hanno trovato collocazione anche diverse sculture di vari artisti del medio oriente e internazionali commissionate direttamente dalla Emaar Properties. Il complesso sistema di fontane ornamentali è stato progettato dalla WET Design, la stessa azienda americana che ha progettato la fontana dell'Hotel Bellagio di Las Vegas. Il sistema è illuminato da 6.600 luci e 50 proiettori colorati, si estende per 275 metri ed è dotato di getti capaci di spruzzare verso il cielo acqua fino a 150 metri al ritmo di melodie arabe classiche e internazionali.

### Interni
Gli interni della Burj Khalifa, che contano ben 344 000 metri quadri calpestabili, sono stati interamente progettati dalla Armani Home e hanno una destinazione d'uso mista commerciale e residenziale.
I due piani interrati ospitano svariati locali tecnici e di rimessaggio nonché un ampio parcheggio che può ospitare fino a 3 000 veicoli e che è dotato anche di un collegamento pedonale alla vicina fermata di metropolitana.
I primi 37 piani del podium ospitano uffici e, accanto, l'edificio dell'Armani Residence Dubai che occupa i livelli compresi tra il 9º e il 16º piano; inoltre, nella stessa struttura c'è l'Armani Hotel Dubai che ha le proprie esclusive suites separatamente dislocate al 38º e 39º piano della torre.
I livelli compresi tra il 19º e il 108º piano della Burj Khalifa ospitano gli esclusivi 900 appartamenti privati di varie metrature, da una a quattro camere da letto e dotate di svariati comfort, finiture di lusso e domotica.
Al 76º piano è ospitata una grande palestra su due livelli, una piscina e anche una moschea che, ovviamente, detiene il primato di moschea più alta del mondo.
I livelli compresi tra il 112º e il 154º piano ospitano le Corporate Suites, ovvero le unità immobiliari più prestigiose destinate a uso commerciale o residenziale.
Al 122º piano c'è il ristorante At.Mosphere da cui si può godere un panorama a 442 metri di altezza, mentre al 124º piano vi è la terrazza panoramica aperta al pubblico denominata At the Top, visitabile a pagamento e dotata di un ascensore che la collega direttamente alla seconda terrazza panoramica superiore posta al 148º piano.
Al 148º piano c'è la seconda e più alta terrazza panoramica, ovvero At the Top Sky, aperta al pubblico il 4 gennaio 2010, con tanto di area esterna e un nuovo tipo di cannocchiale, con annesso uno schermo LCD anziché il classico oculare, che consente di vedere sia il panorama in diretta, sia immagini registrate a diverse ore del giorno e con diverse condizioni di visibilità.
Oltre il 154º piano vi sono i livelli che ospitano i locali destinati a emittenti radiotelevisive e, al di sopra del 160º piano, l'ultimo accessibile senza speciali autorizzazioni, è installato un ascensore di servizio che consente di raggiungere la sommità della guglia per le periodiche operazioni di manutenzione delle apparecchiature in essa presenti.
| Piano/i         | Destinazione spazio/i                                  |
| --------------- | ------------------------------------------------------ |
| 161-163         | Guglia (accesso di servizio)                           |
| 155-160         | Locali destinati a emittenti radiotelevisive           |
| 148             | Terrazza panoramica superiore At the Top Sky           |
| 124             | Terrazza panoramica At the Top                         |
| 122             | Ristorante At.Mosphere                                 |
| 112-154         | Corporate Suites dedicate a spazi commerciali e uffici |
| 76-77           | Spazi ricreativi: palestra, piscina coperta, moschea   |
| 38-39           | Suites dell'Armani Hotel Dubai                         |
| 19-108          | Residenze private                                      |
| 9-16 (podium)   | Armani Hotel Dubai                                     |
| 1-37 (podium)   | Uffici e locali commerciali                            |
| 0-3 (G, B1, L1) | Ingresso principale e altri accessi                    |

### I sistemi di sicurezza e gli ascensori
La sicurezza antincendio è uno degli aspetti principali. Ogni 25 piani sono stati previsti speciali rifugi pressurizzati e ignifughi forniti di aria condizionata e anche i necessari locali tecnici che ospitano serbatoi, pompe dell’acqua e sottostazioni elettriche, essenziali per il completo funzionamento dei sistemi antincendio dell'edificio e il comfort dei suoi occupanti.
I 57 ascensori OTIS in caso di evacuazione dell’edificio sono in grado di garantire una capacità di 5.500 chilogrammi ciascuno, per una capienza di 14 persone, una velocità di discesa di 9 metri al secondo e una risalita a 18 metri al secondo; anche questo è un primato, ovvero essere i soli ascensori al mondo a raggiungere quelle distanze e quelle velocità.
Un altro primato riguarda anche l'ultima cabina di servizio che raggiunge la guglia spiralata, ovvero la massima altezza per l'installazione di un ascensore: 636,90 metri da terra.

## Caratteristiche

### Fontana

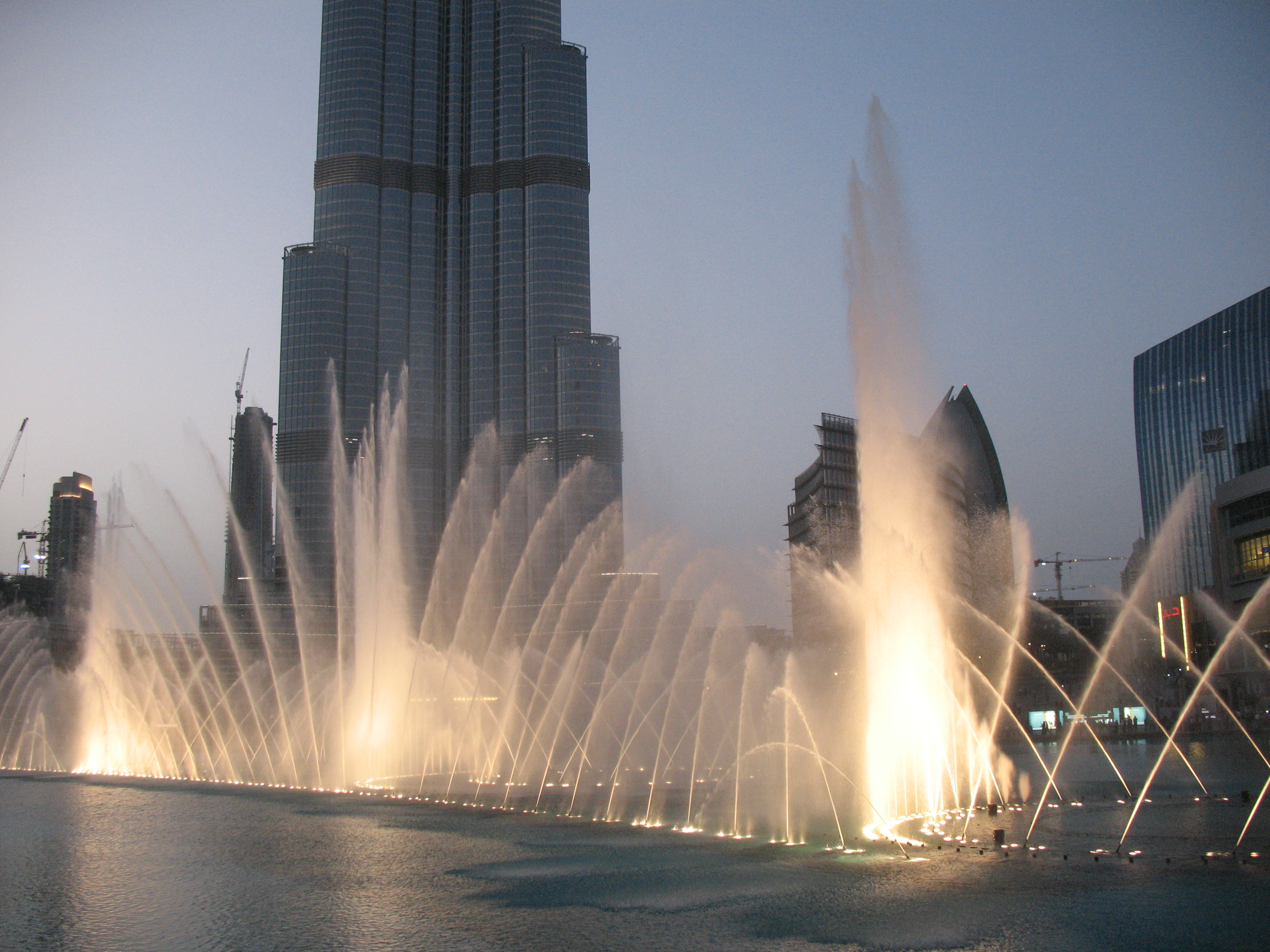
La Fontana di Dubai

All'esterno del Burj Khalifa, la WET Enterprises ha progettato un sistema di fontane con un costo di 800 milioni di dirham (217 milioni di dollari). Illuminato da 6.600 luci e 50 proiettori colorati, è lungo 270 m e spruzza acqua a 150 m di altezza, accompagnato da una varietà di musica araba, classica e contemporanea, e di altri generi. È la più grande fontana coreografata del mondo. Il 26 ottobre 2008, Emaar annunciò che, in base ai risultati di un concorso per il nome, la fontana si sarebbe chiamata Fontana di Dubai.

### Ponte di osservazione

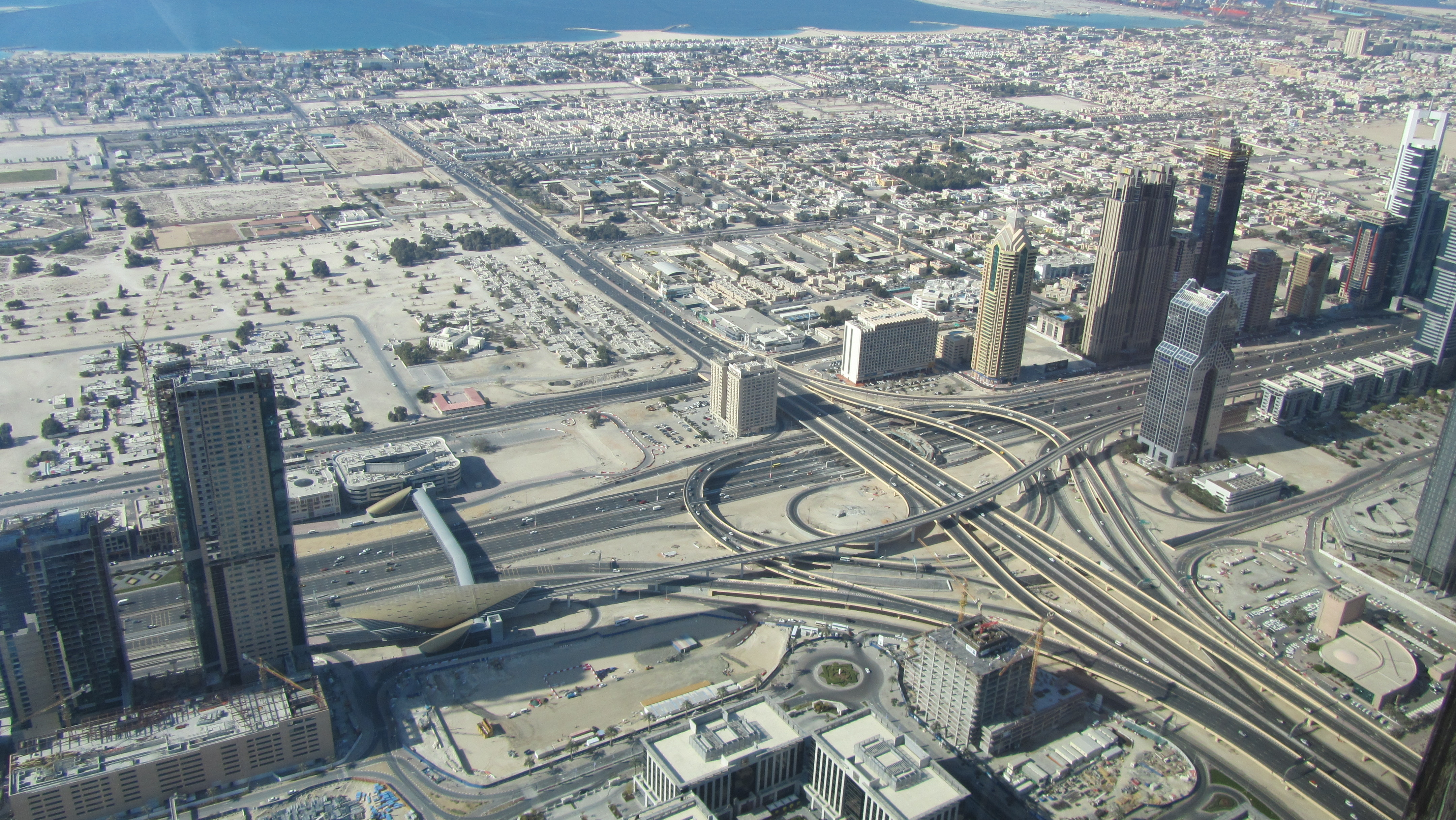
Vista dal ponte di osservazione

Una piattaforma di osservazione esterna, denominata At the Top, è stata inaugurata il 5 gennaio 2010 al 124° piano, a 452 m. Il 148° piano, lo Sky Level, è stato inaugurato a 555 m, diventando così la piattaforma di osservazione più alta del mondo il 15 ottobre 2014. Tuttavia, nel giugno 2016 la Shanghai Tower ha inaugurato una piattaforma di osservazione a 561 metri di altezza, conquistando così il titolo di piattaforma di osservazione più alta del mondo. Successivamente, il Burj Khalifa ha riconquistato il record il 18 febbraio 2019, inaugurando l'osservatorio The Lounge a 585 m, che è anche la lounge più alta del mondo.
Il ponte di osservazione al 124° piano del Burj Khalifa ospita anche un cosiddetto telescopio elettronico, un dispositivo di realtà aumentata sviluppato da Gsmprjct° di Montréal, che consente ai visitatori di visualizzare il paesaggio circostante in tempo reale e di visualizzare immagini salvate in precedenza, come quelle scattate in diversi momenti della giornata o in diverse condizioni meteorologiche.

### Parco
Il Burj Khalifa è circondato da un parco di undici ettari progettato dagli architetti paesaggisti SWA Group. Come la torre, il design del parco si basa sul fiore dell'Hymenocallis, una pianta del deserto. Al centro del parco si trova la sala dell'acqua, che è una serie di piscine e fontane a getto d'acqua.

## I vari primati

Confronto tra le costruzioni più alte del mondo

Burj Khalifa è diventata la struttura più alta in assoluto mai costruita dall'uomo battendo tutti i primati di altezza, compresi quelli riguardanti strutture diverse da grattacieli come la CN Tower di Toronto e l'antenna KVLY-TV di  Blanchard, nel Dakota del Nord. Inoltre l'edificio detiene svariati altri primati, tra cui probabilmente il primato stesso di edificio con più record assegnati.
- Il più alto grattacielo del mondo all'antenna: 829,80 metri (precedentemente Taipei 101 – 509,20 metri);
- Il più alto grattacielo del mondo al tetto: 739,44 metri (precedentemente Taipei 101 – 448 metri);
- La struttura più alta in assoluto mai costruita: 829,80 metri (precedentemente l'antenna radio di Varsavia – 646,38 metri);
- La struttura più alta ancora in piedi: 829,80 metri (precedentemente l'antenna della KVLY-TV – 628,80 metri);
- La struttura a sé stante più alta: 829,80 metri (precedentemente CN Tower – 553,30 metri);
- L'edificio con più piani al mondo: 163 (precedentemente International Commerce Centre – 118 piani);
- La gettata di cemento più alta del mondo per un edificio: 606 metri;
- Gli ascensori con il percorso continuo in altezza più lungo al mondo (precedentemente Taipei 101);
- L'ascensore di servizio più alto al mondo: 636,90 metri;
- L'installazione in alluminio e vetro più alta al mondo: 512 metri;
- L'installazione di una guglia metallica più alta al mondo;
- L'installazione di un'antenna (su un edificio) più alta al mondo;
- L'installazione di proiettori luminosi più alta al mondo
- La struttura più alta al mondo a includere locali abitabili;
- La piattaforma d'osservazione esterna più alta al mondo;
- La moschea più alta del mondo

## Immagini delle fasi di costruzione dal 2006 al 2010

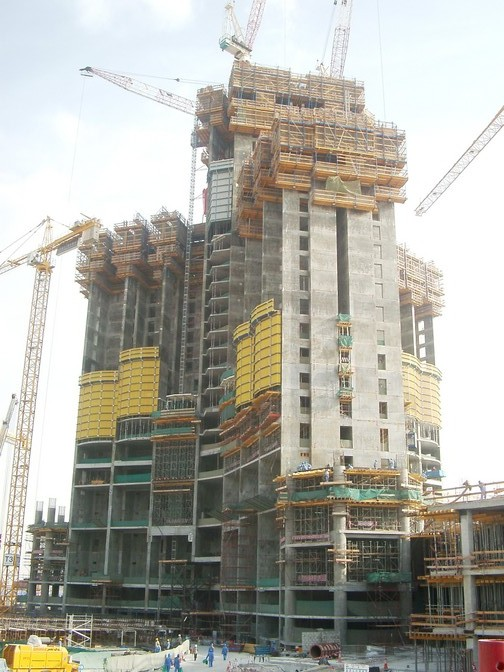
1º febbraio 2006
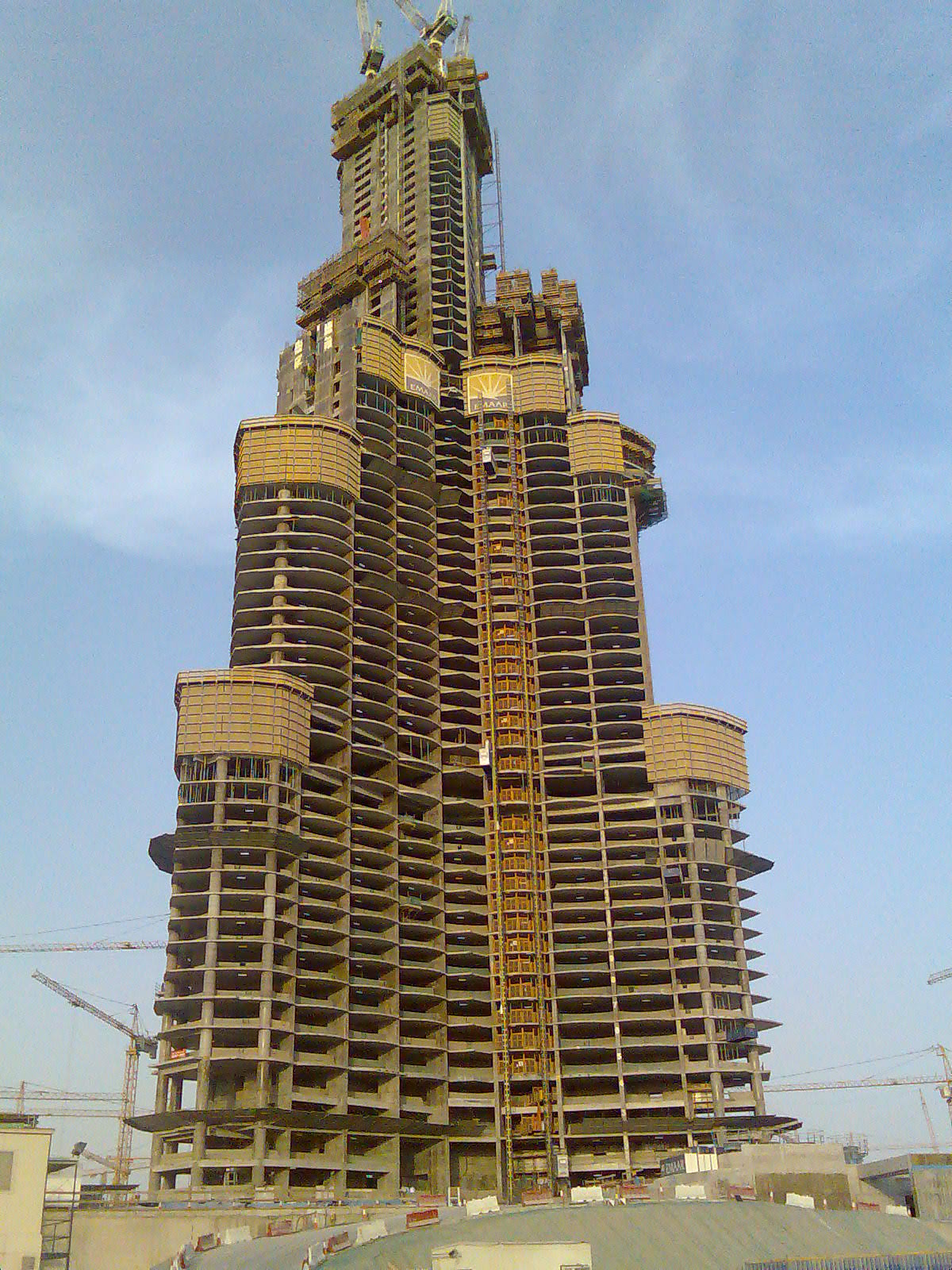
26 agosto 2006
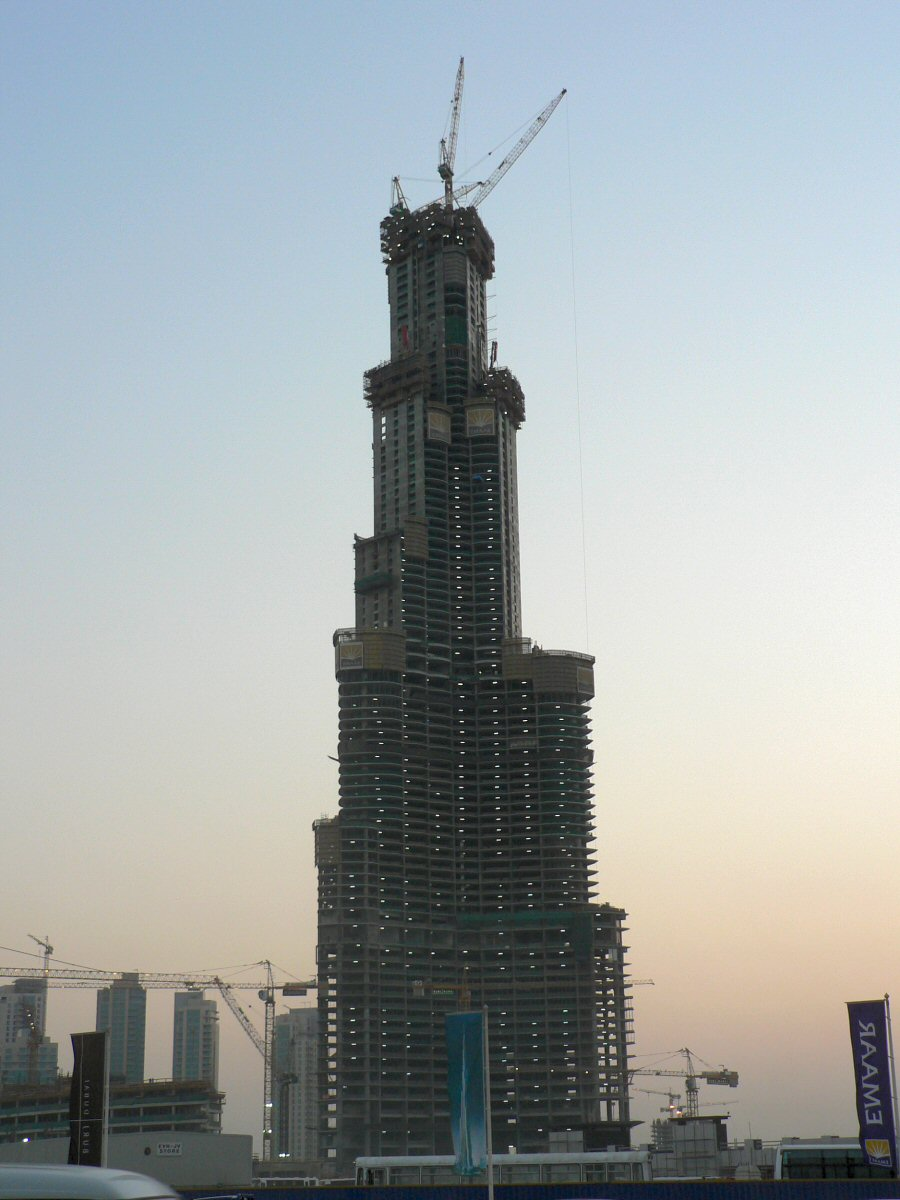
11 novembre 2006
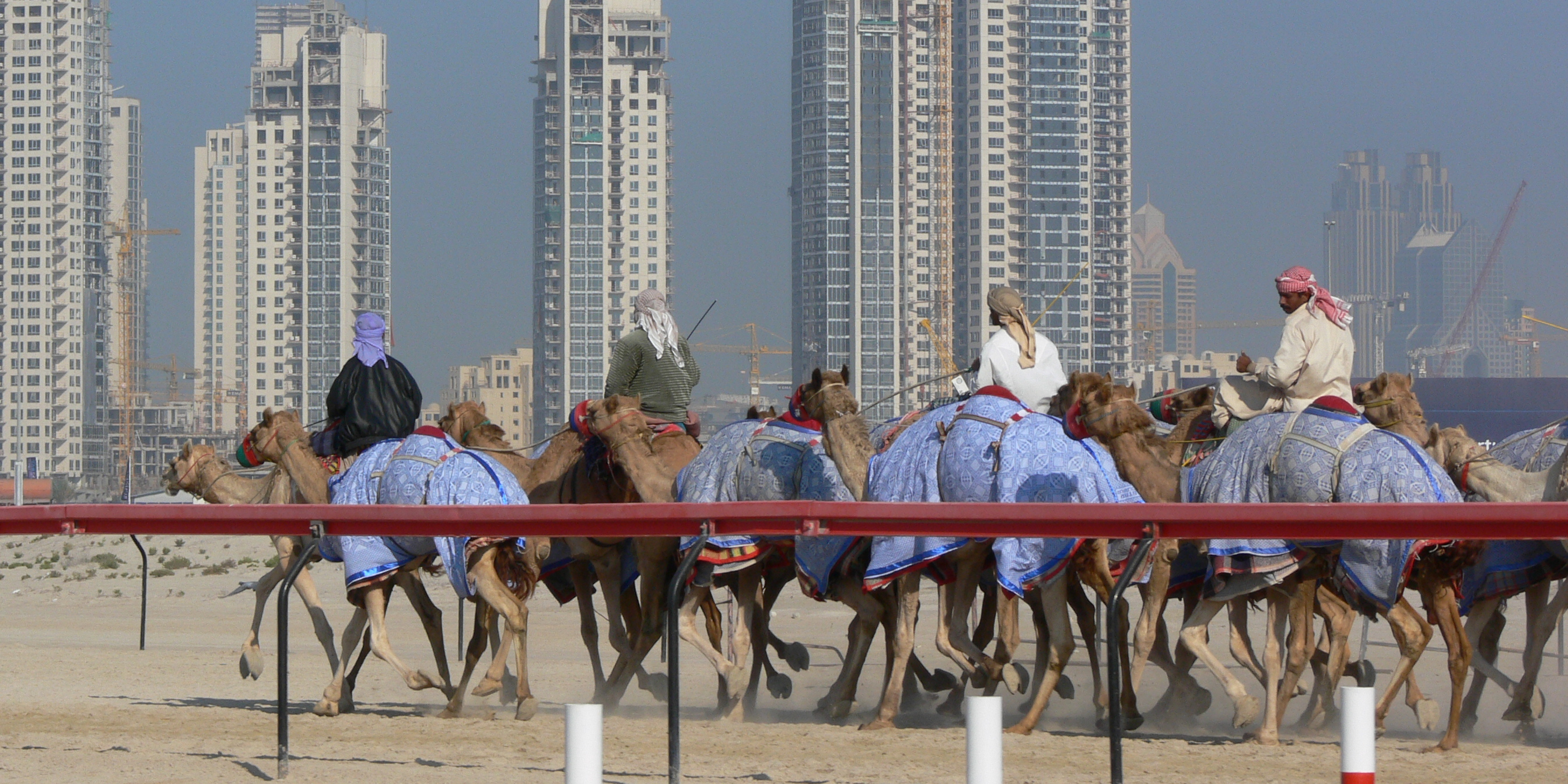
29 dicembre 2006
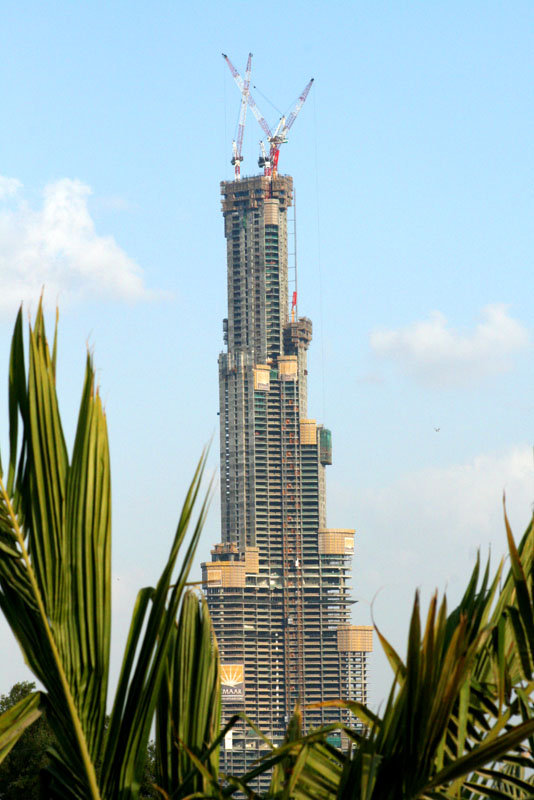
2 gennaio 2007
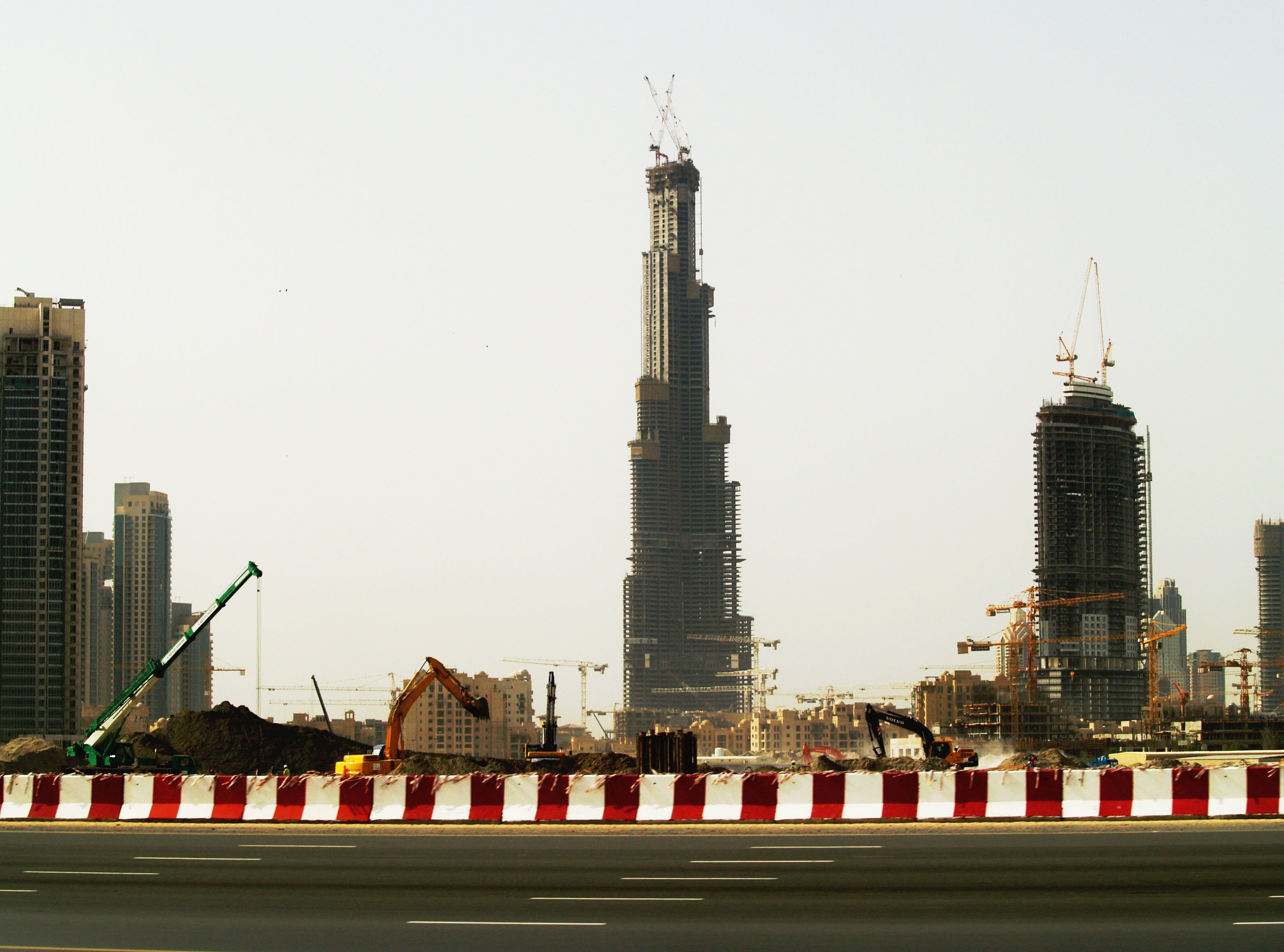
21 marzo 2007
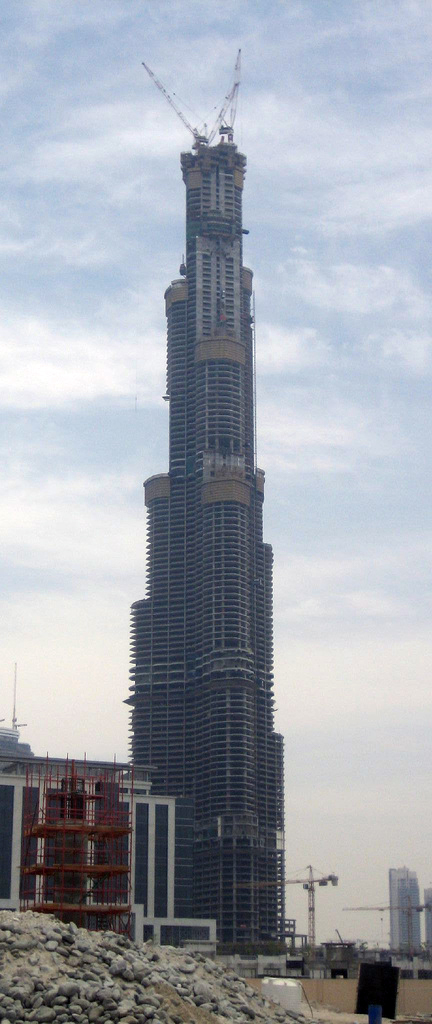
8 maggio 2007
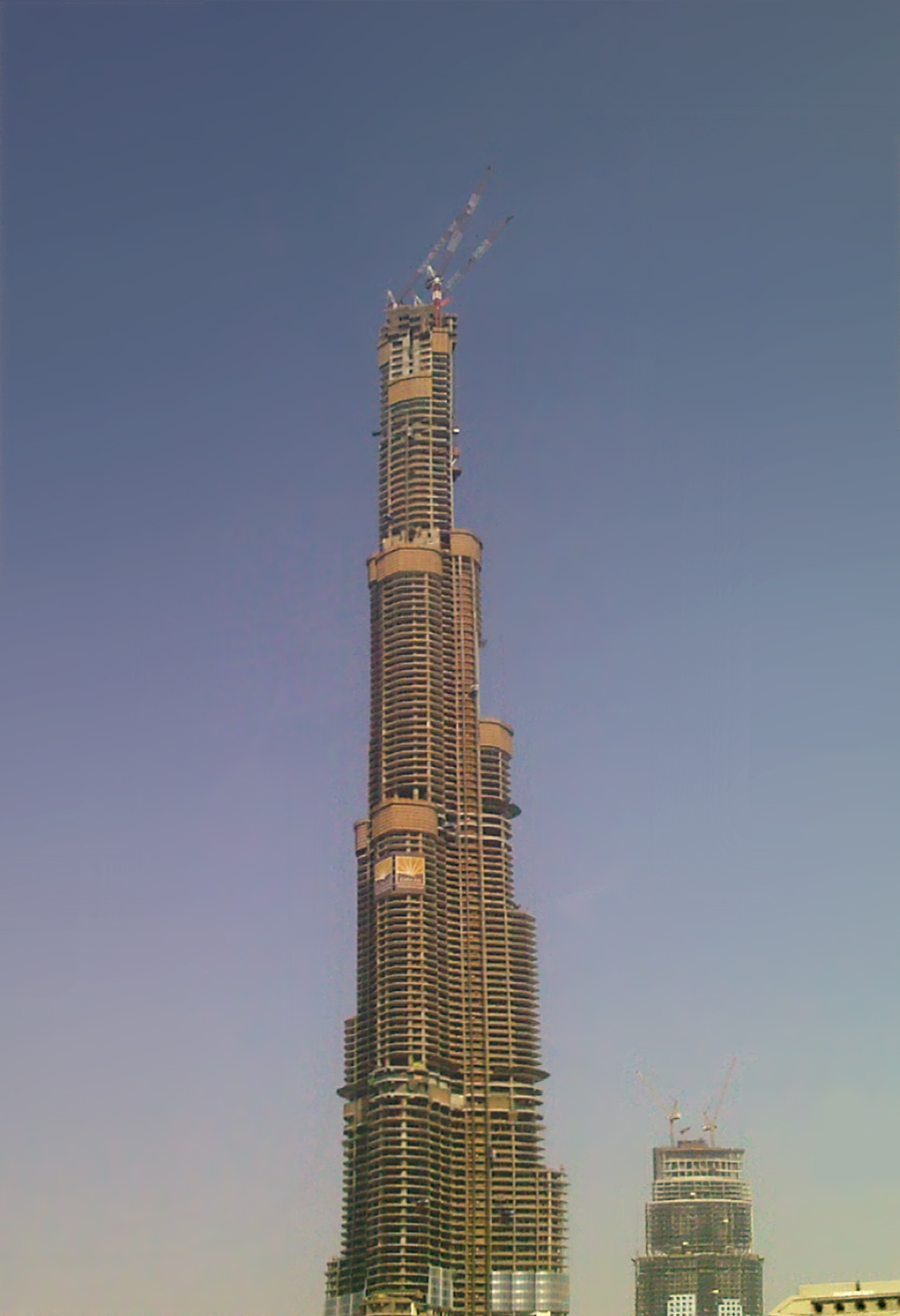
15 luglio 2007
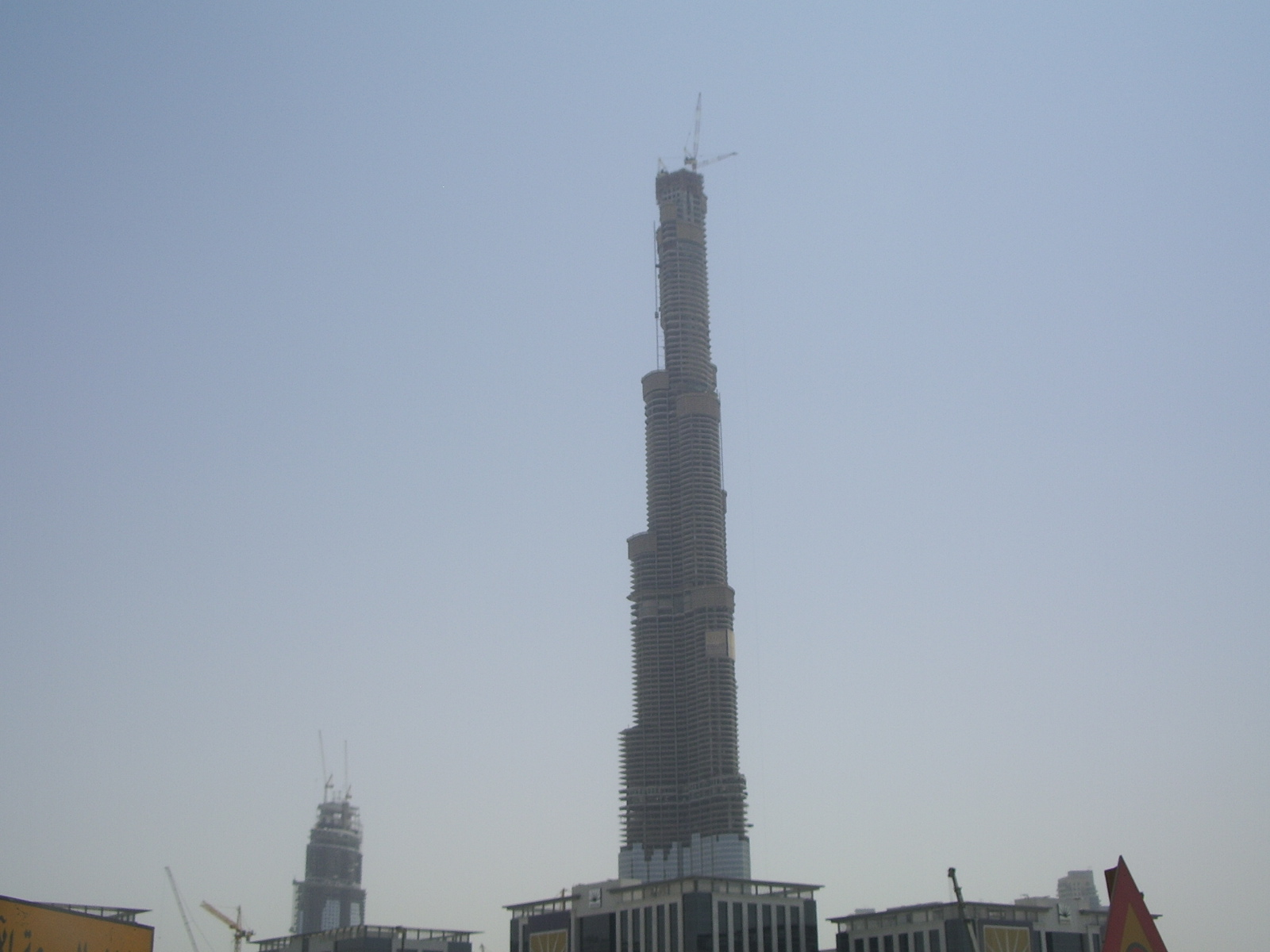
4 settembre 2007
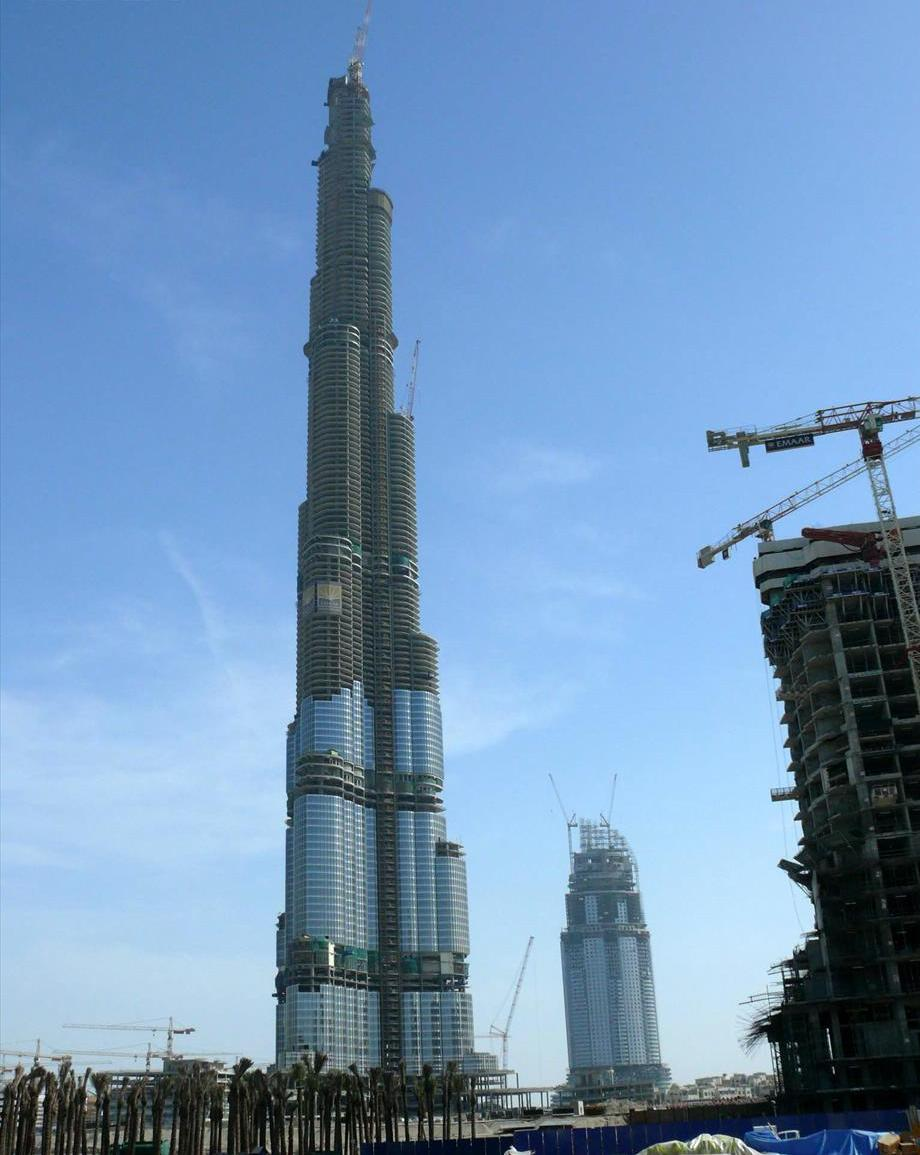
2 dicembre 2007
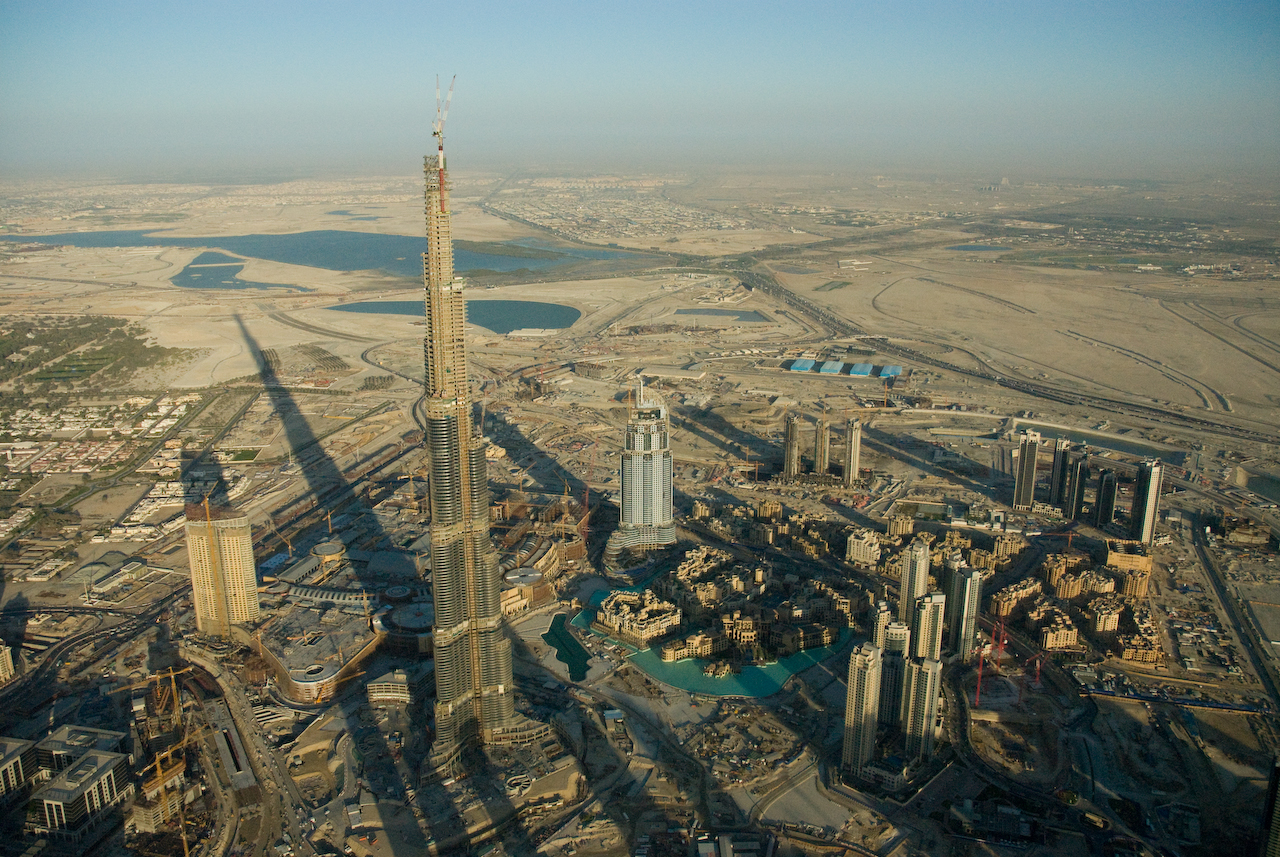
11 marzo 2008
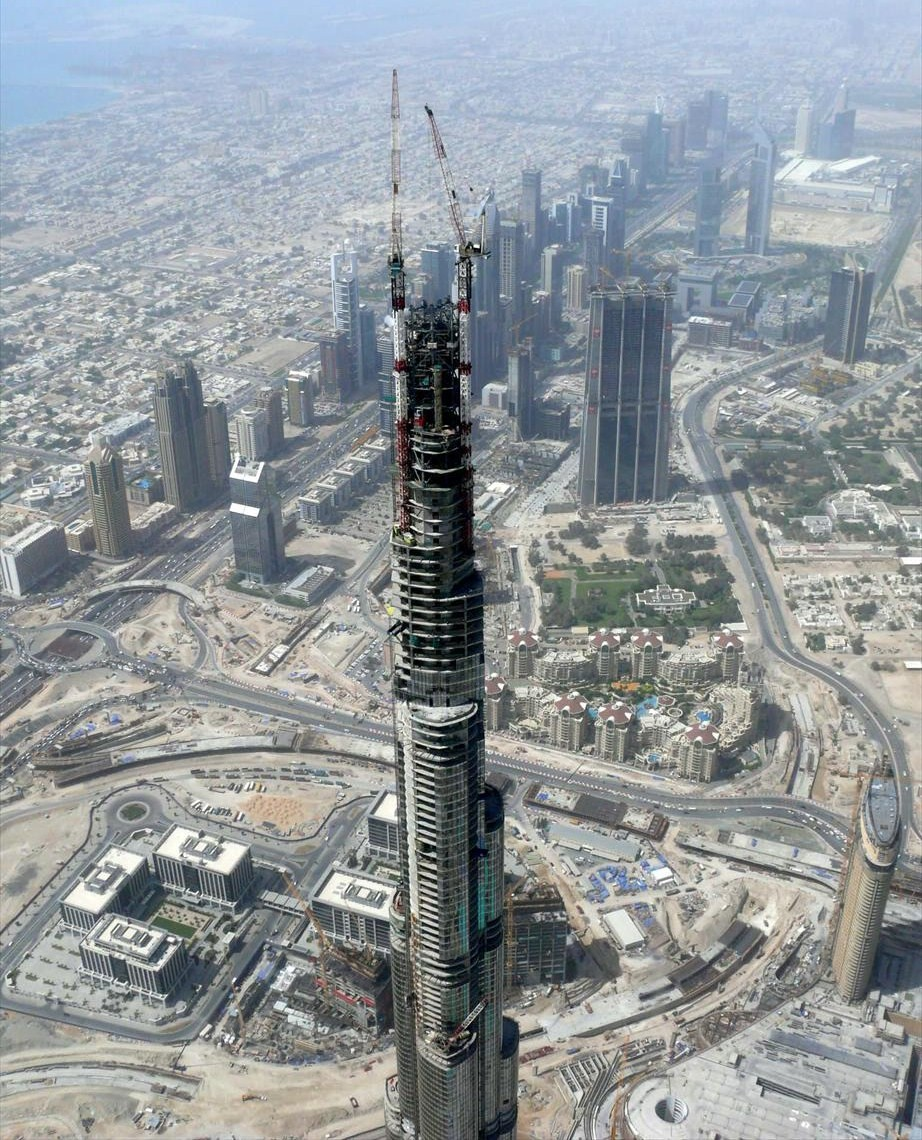
8 maggio 2008
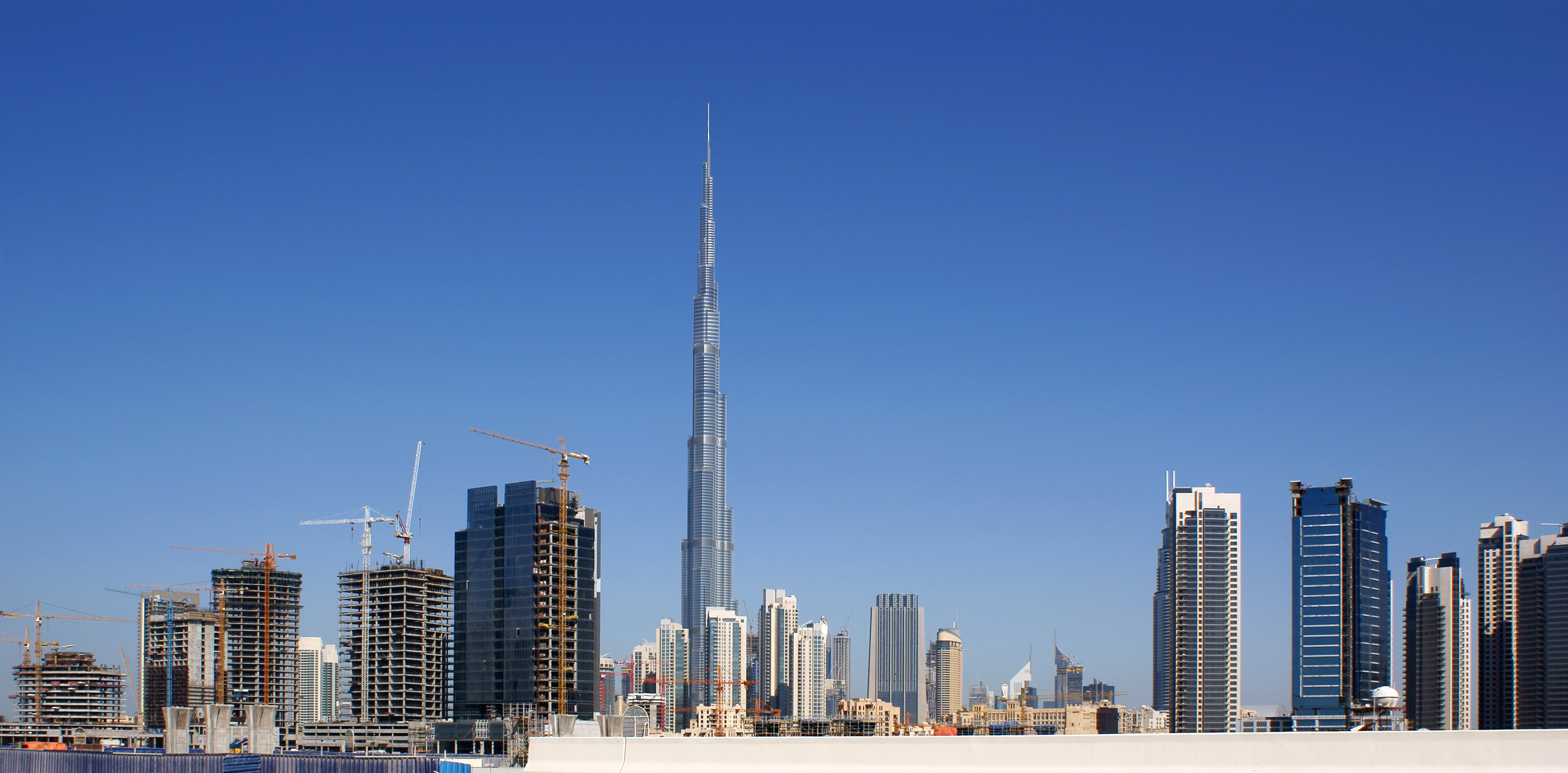
4 gennaio 2010

## Nei media
L'edificio ha fatto da sfondo ed è stato utilizzato come parte del set per il film d'azione Mission: Impossible - Protocollo fantasma diretto da Brad Bird a lavori quasi ultimati. In diverse scene particolarmente pericolose l'attore Tom Cruise non ha voluto alcuna controfigura.